# IBiquity
アイビクィティ・デジタル（英語：iBiquity Digital Corporation）は、アメリカ合衆国のデジタルラジオ関連の企業。USAデジタルラジオ社（USA Digital Radio）とルーセント・デジタルラジオ（Lucent Digital Radio）が合併して誕生した。北米でのIBOC（In-band on-channel）地上デジタル音声放送（地上波デジタルラジオ方式）「HD Radio」を開発することを目的としていた。現在はDTSに買収されその一部門となっている。

## 概要
本社はメリーランド州コロンビア、ニュージャージー州バスキングリッジ、ミシガン州オーバーンヒルズにも事務所を置いていた。アイビクィティは知的財産を扱う民間企業で、技術、放送、製造、メディア、金融等の世界的な企業などが出資していた。2015年10月にDTSに買収された。

## 技術
IBOCは、AMとFMの両方で、デジタルのみのモードと「デジタル＋アナログ」のハイブリッドモードで運用される。ほとんどの放送事業者はハイブリッドモードを用いており、AMはFM並の音質、FMはCD近い音質になると言われているほか、HD2、HD3等と言われる複数の音楽プログラムを放送でき、また曲名やアーティストの情報、交通情報、天気予報等の文字情報を画面に表示することもできる。アメリカ合衆国で、2000局近くがこのシステムを用いている。この技術は、HDラジオの商標で推進されており、FCCが合衆国内でのデジタルAM及びFM放送に対して認めた唯一の標準規格である。
主にアナログ周波数を利用してデジタル品質の音声やサービスを送れることから、ブラジル、メキシコ、フィリピン等、多くの国で商用化されている。またカナダ、中華人民共和国、コロンビア、ドイツ、インドネシア、ジャマイカ、ニュージーランド、ポーランド、スイス、タイ王国、ウクライナ等では、システムの試験が行われている。
HDラジオの商標を持つアイビクィティによると、"HD Radio"の"HD"は"High Definition"や"Hybrid Digital"の意味ではなく、それ自体では特に意味を持たない。"HD Radio"という名前とロゴは、Lexicon Brandingによって開発された。